# Поцелуй женщины-паука (фильм)
«Поцелуй женщины-паука» (порт. O Beijo da Mulher Aranha, англ. Kiss Of The Spider Woman) — бразильско-американский драматический фильм 1985 года, снятый по мотивам одноимённого романа аргентинского писателя Мануэля Пуига 1976 года. Режиссёром фильма является аргентино-бразильский режиссёр Эктор Бабенко по сценарию Леонарда Шрэдера, в главных ролях снялись Уильям Хёрт, Рауль Хулия и Сония Брага.
Действие фильма разворачивается в бразильской тюрьме во времена военной диктатуры и сосредоточено на диалоге между двумя, казалось бы, ничего не имеющими общего сокамерниками: закоренелым левым революционером (Хулия) и аполитичным гомосексуалом (Хёрт). В сюжете используются элементы метапрозы и фильма в фильме, поскольку последний потчует первого пересказами старого фильма, темы которого отражают темы персонажей.
Независимо спродюсированный Дэвидом Вайсманом и снятый в Сан-Паулу в период с октября 1983 по март 1984 года, премьера фильма состоялась на Каннском кинофестивале 1985 года, где Хёрт получил приз за лучшую мужскую роль, а Бабенко был номинирован на «Золотую пальмовую ветвь». Вышедший в прокат в Соединённых Штатах 26 июля 1985 года, он получил широкое признание критиков; Хёрт получил премию «Оскар» и премию BAFTA за лучшую мужскую роль, а фильм получил ещё три номинации на премию «Оскар»: за лучший фильм, лучшую режиссуру и лучший адаптированный сценарий.

## Сюжет
В центре фильма диалог между двумя очень разными людьми, которые делят тюремную камеру в Бразилии во времена бразильской военной диктатуры: Валентином Аррегуи, который заключён в тюрьму (и подвергался пыткам) из-за своей деятельности от имени левой революционной группы, и Луисом Молиной, гомосексуалом, находящимся в тюрьме за «развращение несовершеннолетнего юноши».
Молина коротает время, пересказывая отрывки  из своего любимого фильма — романтического триллера военного времени, который в действительности является нацистским пропагандистским фильмом. Он вплетает персонажей в повествование, призванное утешить Валентина и отвлечь его от суровых реалий политического заключения и разлуки с его возлюбленной Мартой. Валентин же пробуждает в Молине чувство собственного достоинства и посвящает в свою политическую деятельность. И хотя Валентин периодически огрызается на Луиса из-за его поверхностных взглядов на просмотр фильмов и нереалистичных романов, между ними завязывается крепкая дружба.
По мере развития сюжета становится ясно, что надзиратели травят Аррегуи, а Луис, по поручению тайной полиции, должен был «подружиться» с Валентином и выведать у него информацию, которая бы позволила разогнать революционную группу, в обмен на условно-досрочное освобождение.
В свою последнюю ночь пребывания в тюрьме Молина неожиданно признаётся в любви к Валентину, и между ними происходит физический контакт. Секретная полиция освобождает Молину. Валентин передаёт Молине номер телефона и сообщение для своих товарищей. Молина сначала отказывается брать номер, опасаясь последствий, но передумывает и дарит на прощание Валентину поцелуй.
Выйдя из тюрьмы, Молина звонит по указанному номеру телефона, в результате звонка назначается встреча с революционной группой. Как выясняется, тайная полиция установила наблюдение за Молиной, и на встрече происходит перестрелка, в ходе которой революционеры стреляют в Молину. Раненого, его ловит тайная полиция ловит и требует номер телефона, но Молина отказывается сотрудничать и умирает. По приказу начальника полиции полицейские выбрасывают тело Молины в мусорную яму и фабрикуют историю его смерти и предполагаемого сотрудничества с революционной группировкой.
В тюрьме Валентин проходит лечение после пыток. Сочувствующий положению Аррегуи врач рискует своей работой и вводит тому морфин, чтобы облегчить страдания. От полученных ран Валентин погибает. В своём видении он бежит из тюрьмы вместе с Мартой и оказывается с ней на идиллическом тропическом острове. Валентин и Марта уплывают на лодке вдаль.

## Актёрский состав
- Уильям Хёрт — Луис Молина
- Рауль Хулия — Валентин Аррегуи
- Сония Брага — Лени Ламайсон / Марта / Женщина-паук
- Жозе Левгой — надзиратель
- Милтон Гонсалвес — офицер тайной полиции
- Мириам Пирес[англ.] — мать Молины
- Нуно Леаль Майя[англ.] — Гэбриел
- Фернанду Торрес — Америко
- Патрисиу Биссу — Грета
- Эрсон Капри — Вернер
- Дениз Дюмон[англ.] — Мишель
- Антониу Петрин — Косолапый
- Уилсон Грей — Лакей
- Мигель Фалабелла[англ.] — лейтенант

## Награды и номинации
- 1986 — премия «Оскар»[2] за лучшую мужскую роль (Уильям Хёрт), а также 3 номинации: лучший фильм (Дэвид Уайзман), лучший режиссёр (Эктор Бабенко), лучший адаптированный сценарий (Леонард Шрэдер)
- 1986 — 4 номинации на премию «Золотой глобус»: лучший фильм — драма, лучшая мужская роль — драма (Уильям Хёрт и Рауль Хулиа), лучшая женская роль второго плана (Сония Брага)
- 1986 — премия BAFTA за лучшую мужскую роль (Уильям Хёрт)
- 1986 — специальная премия «Независимый дух»
- 1985 — премия Национального совета кинокритиков США за лучшую мужскую роль (Уильям Хёрт и Рауль Хулиа), а также попадание в десятку лучших фильмов года
- 1985 — приз за лучшую мужскую роль Каннского кинофестиваля (Уильям Хёрт), а также номинация на Золотую пальмовую ветвь